# Paratripyloides viviparus
Paratripyloides viviparus is een rondwormensoort uit de familie van de Tripyloididae.